# Tilesina
Tilesina is een monotypisch geslacht van straalvinnige vissen uit de familie van harnasmannen (Agonidae).

## Soort
- Tilesina gibbosa Schmidt, 1904